# Şebsefa Kadınefendi
Şebsefa Kadınefendi (1766 – 1805) byla osmá manželka osmanského sultána Abdulhamida I.

## Jako manželka sultána
Şebsefa se provdala za sultána Abdulhamida a získala titul Altıncı Kadın (šestá konkubína). Dne 20. září 1782 porodila své první dítě, syna Şehzade Mehmeda Nusreta, který však zemřel ve věku tří let.
O dva roky později dne 11. října 1784 porodila své druhé dítě, dceru Alemşah Sultan, která zemřela ve věku jednoho roku. O tři roky později porodila své třetí dítě, dceru Emine Sultan, která také zemřela ve svých třech letech.
V roce 1788 znovu otěhotněla. Dne 16. března 1789 porodila dceru Hibetullah Sultan, která už se dožila vyššího věku. Když po smrti sultána ovdověla, přestěhovala se do starého paláce.

## Potomstvo
| Jméno                 | Narození        | Úmrtí           | Poznámky                                                           |
| --------------------- | --------------- | --------------- | ------------------------------------------------------------------ |
| Şehzade Mehmed Nusret | 20. září 1782   | 23. října 1785  | pohřben v hrobce Abdulhamida I.                                    |
| Alemşah Sultan        | 11. října 1784  | 10. března 1786 | pohřbena v hrobce Abdulhamida I.                                   |
| Emine Sultan          | 4. února 1788   | 9. března 1791  | pohřbena v hrobce Abdulhamida I.                                   |
| Hibetullah Sultan     | 16. března 1789 | 18. září 1841   | provdala se za Damata Aleaddina Pašu pohřbena v hrobce Mahmuda II. |